# Млини (Жупа-Дубровацька)
42°37′ пн. ш. 18°12′ сх. д. / 42.62° пн. ш. 18.2° сх. д.
Млини (хорв. Mlini) — населений пункт у Хорватії, у Дубровницько-Неретванській жупанії у складі громади Жупа Дубровацька.

## Населення
Населення за даними перепису 2011 року становило 943 осіб.
Динаміка чисельності населення поселення: